# Biéville
Biéville és un municipi francès situat al departament de la Manche i a la regió de Normandia. L'any 2007 tenia 165 habitants.

## Demografia

### Població
El 2007 la població de fet de Biéville era de 165 persones. Hi havia 72 famílies de les quals 24 eren unipersonals (8 homes vivint sols i 16 dones vivint soles), 24 parelles sense fills i 24 parelles amb fills.
La població ha evolucionat segons el següent gràfic:
Habitants censats

### Habitatges
El 2007 hi havia 80 habitatges, 71 eren l'habitatge principal de la família, 6 eren segones residències i 3 estaven desocupats. Tots els 80 habitatges eren cases. Dels 71 habitatges principals, 50 estaven ocupats pels seus propietaris, 19 estaven llogats i ocupats pels llogaters i 2 estaven cedits a títol gratuït; 7 tenien dues cambres, 14 en tenien tres, 17 en tenien quatre i 33 en tenien cinc o més. 66 habitatges disposaven pel capbaix d'una plaça de pàrquing. A 21 habitatges hi havia un automòbil i a 42 n'hi havia dos o més.

### Piràmide de població
La piràmide de població per edats i sexe el 2009 era:
| Homes | Edats   | Dones |
| ----- | ------- | ----- |
| 0     | 95 o +  | 0     |
| 0     | 90 a 94 | 0     |
| 0     | 85 a 89 | 0     |
| 0     | 80 a 84 | 0     |
| 4     | 75 a 79 | 0     |
| 12    | 70 a 74 | 4     |
| 0     | 65 a 69 | 0     |
| 8     | 60 a 64 | 4     |
| 4     | 55 a 59 | 12    |
| 8     | 50 a 54 | 4     |
| 0     | 45 a 49 | 4     |
| 8     | 40 a 44 | 0     |
| 0     | 35 a 39 | 8     |
| 4     | 30 a 34 | 0     |
| 4     | 25 a 29 | 8     |
| 4     | 20 a 24 | 12    |
| 8     | 15 a 19 | 0     |
| 4     | 10 a 14 | 12    |
| 0     | 5 a 9   | 4     |
| 4     | 0 a 4   | 4     |

## Economia
El 2007 la població en edat de treballar era de 111 persones, 80 eren actives i 31 eren inactives. De les 80 persones actives 76 estaven ocupades (46 homes i 30 dones) i 4 estaven aturades (1 home i 3 dones). De les 31 persones inactives 15 estaven jubilades, 6 estaven estudiant i 10 estaven classificades com a «altres inactius».

### Ingressos
El 2009 a Biéville hi havia 72 unitats fiscals que integraven 172 persones, la mediana anual d'ingressos fiscals per persona era de 14.543 €.

### Activitats econòmiques
Dels 3 establiments que hi havia el 2007, 1 era d'una empresa de fabricació d'altres productes industrials, 1 d'una empresa de construcció i 1 d'una empresa de comerç i reparació d'automòbils.
L'únic servei als particulars que hi havia el 2009 era una lampisteria.
L'any 2000 a Biéville hi havia 15 explotacions agrícoles que ocupaven un total de 440 hectàrees.

## Poblacions més properes
El següent diagrama mostra les poblacions més properes.